# ファイアフライ (航空会社)
ファイアフライ (Firefly) はマレーシアの格安航空会社。マレーシア航空が100%出資して2007年に設立され、同4月2日より運航開始。Firefly を通称としているが、運営会社の正式社名は FlyFirefly Sendirian Berhad である。

## 経営と運航
2007年3月16日、マレーシア航空の100％出資により設立、ロゴが発表された。経営は独立しており、FlyFirefly Sendirian Berhadが事業運営を行う。当初はペナン国際空港を本拠地としていたが、後にクアラルンプールのスルタン・アブドゥル・アジズ・シャー空港（スバン空港）へと移転した。2010年、ボーイング737-800を導入し、ボルネオ島のコタキナバル、クチン路線に参入したが、のちに撤退している。
2016年8月、日本の国土交通省より外国人国際航空運送事業の経営許可を受け、マレーシア航空便とコードシェアを実施している。

## 就航都市
| ファイアフライ 就航都市 （2023年7月現在） | ファイアフライ 就航都市 （2023年7月現在） | ファイアフライ 就航都市 （2023年7月現在）              | ファイアフライ 就航都市 （2023年7月現在） | ファイアフライ 就航都市 （2023年7月現在） |
| ----------------------------------------- | ----------------------------------------- | ------------------------------------------------------ | ----------------------------------------- | ----------------------------------------- |
| 国                                        | 都市                                      | 空港                                                   | 備考                                      |                                           |
| マレーシア                                | ペナン島                                  | ペナン国際空港                                         |                                           |                                           |
| マレーシア                                | クアラルンプール                          | スルタン・アブドゥル・アジズ・シャー空港（スバン空港） |                                           |                                           |
| マレーシア                                | ジョホールバル                            | スナイ国際空港                                         |                                           |                                           |
| マレーシア                                | アロースター                              | スルタン・アブドゥ・ハリム空港                         |                                           |                                           |
| マレーシア                                | ランカウイ                                | ランカウイ国際空港                                     |                                           |                                           |
| マレーシア                                | コタバル                                  | スルタン・イスマイル・プトラ空港                       |                                           |                                           |
| マレーシア                                | クアラトレンガヌ                          | スルタン・マァムド空港                                 |                                           |                                           |
| マレーシア                                | コタキナバル                              | コタキナバル国際空港                                   |                                           |                                           |
| マレーシア                                | サンダカン                                | サンダカン空港                                         |                                           |                                           |
| マレーシア                                | タワウ                                    | タワウ空港                                             |                                           |                                           |
| マレーシア                                | クチン                                    | クチン国際空港                                         |                                           |                                           |
| マレーシア                                | ミリ                                      | ミリ空港                                               |                                           |                                           |
| シンガポール                              | シンガポール                              | セレター空港                                           |                                           |                                           |
| シンガポール                              | シンガポール                              | チャンギ国際空港                                       |                                           |                                           |
| インドネシア                              | メダン                                    | クアラナム国際空港                                     |                                           |                                           |
| インドネシア                              | バンダ・アチェ                            | スルタン・イスカンダル・ムダ空港                       |                                           |                                           |
| タイ                                      | プーケット島                              | プーケット国際空港                                     |                                           |                                           |
| 中国                                      | 重慶                                      | 重慶江北国際空港                                       | 2025年10月30日より運航開始予定            |                                           |

## 所有機材
| 機材              | 就航中 | 発注済み | オプション | エンジン | 座席数 | 備考 |
| ----------------- | ------ | -------- | ---------- | -------- | ------ | ---- |
| ボーイング737-800 | 5      | N/A      | N/A        | CFM-56   | 189    |      |
| ATR 72-500        | 9      | N/A      | N/A        | PW127F   | 72     |      |

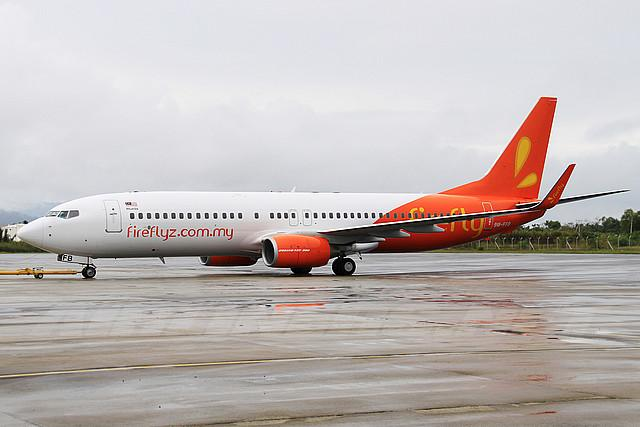
ボーイング737-800

当初2機各50席のフォッカー 50により運航を開始した。2007年10月29日、ペナンからスバンへ運航を拡大するに当たり、3機目のフォッカー 50を受領し、これに充当した。
一方、同年6月26日、マレーシア航空は20機（内10機はオプション）のATR 72-500の購入契約を締結、フォッカー 50を更新する運びとなった。2008年に3機、2009年に7機、2010年に4機を受領し、2011年をもって全機の受領が完了する計画である。
2008年8月11日、最初のATR-72-500を受領しており、同年中に5機を受領、路線を14都市以上に拡張する見込みとなった。